# Râul Cheț
Râul Cheț sau Râul Egher (în maghiară Eger folyó, "Râul șoarecelui") este un curs de apă, afluent al râului Barcău. 